# دور (شعر)

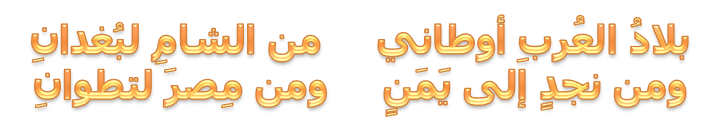
بيتان شعريان

الدور، ويقال له المقطع، وربما أطلق عليه البيت، هو عند الشعراء ما اشتمل على أربعة أشطر أو أكثر يجمعها إيقاع أو وزن واحد.